# Interstate 12
Pour les articles homonymes, voir I12 et Route 12.
L'Interstate 12 (ou I-12) est une autoroute inter-états située dans l'État de Louisiane, aux États-Unis. Elle s'étend sur 85,59 (139,45 km) dans une direction ouest/est de Baton-Rouge à Slidell. Sur son chemin, elle passe par la ville de Hammond, où elle croise l'I-55 et la US 51. Elle dessert aussi les villes de Ponchatoula et Denham Springs, ainsi que Covington et Mandeville.
L'I-12 longe l'ancien corridor de la US 190 et traverse la rive nord du lac Pontchartrain au sud-est de l'État. L'I-12 est l'une des plus courtes Interstate qui n'est pas une autoroute auxiliaire. En plus de desservir les nombreuses communautés sur son tracé, l'I-12 sert de contournement de La Nouvelle-Orléans et comme raccourci pour le trafic qui emprunte l'I-10. Alors que l'I-10 se dirige vers le sud, l'I-12 offre un accès plus direct et réduit la distance entre Baton Rouge et Slidell d'environ 22 miles (35 km).
En 1993, l'I-12 a été désignée comme la Republic of West Florida Parkway. En 2003, des panneaux indiquant le nom officiel et portant le drapeau de la république de Floride occidentale ont été posés afin de souligner l'histoire unique des paroisses de Louisiane et de Floride.
L'État est en train d'élargir l'I-12 à trois voies par direction dans certains secteurs.

## Description du tracé

### Baton Rouge à Hammond

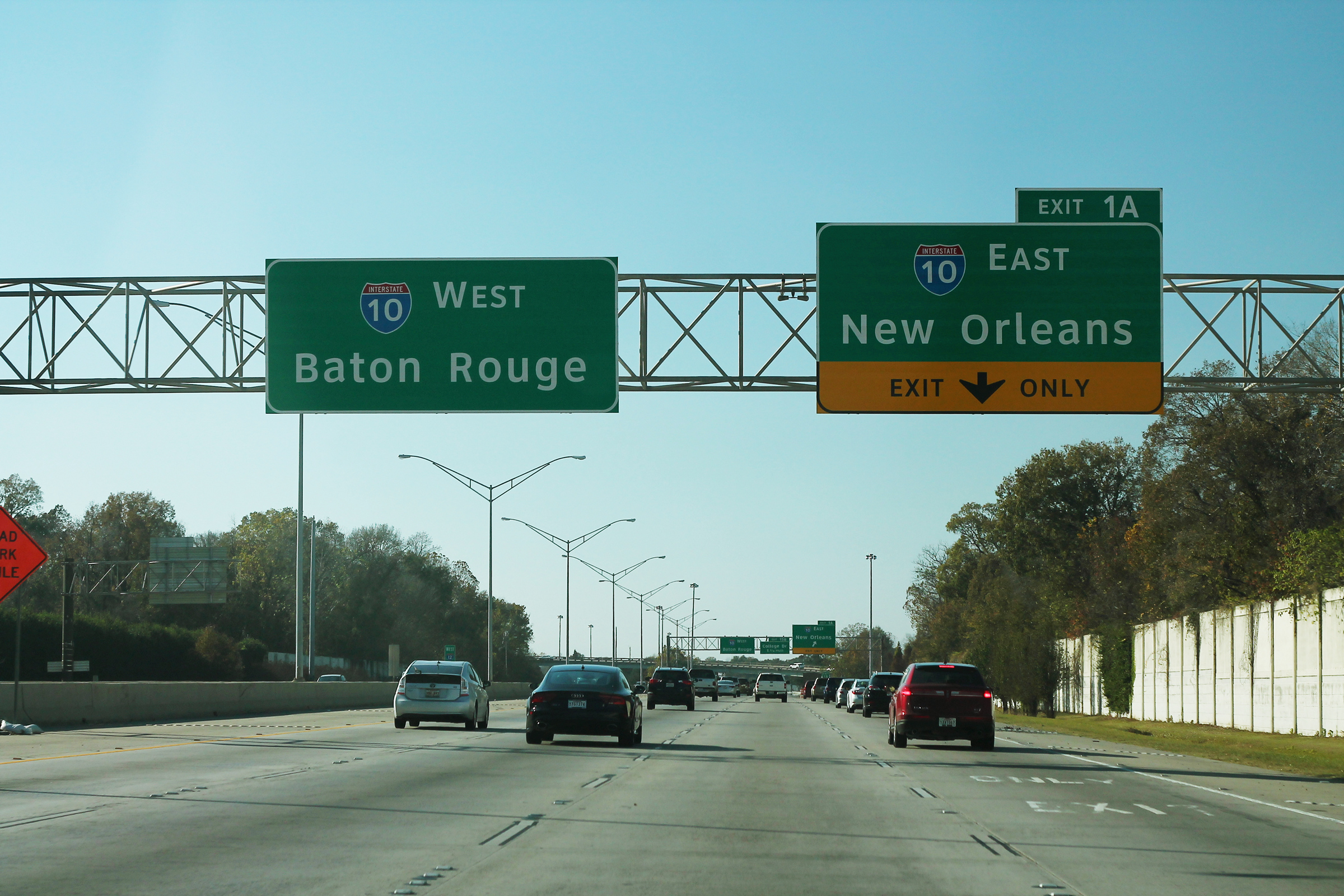
Terminus ouest à Baton Rouge

À partir de l'ouest, l'I-12 commence 3 miles (4,8 km) à l'est du centre-ville de Baton Rouge à un échangeur avec l'I-10. Alors que l'I-10 se dirige vers le sud-est jusqu'à La Nouvelle-Orléans, l'I-12 passe par l'est vers la rive nord du lac Pontchartrain. Avant de quitter Baton Rouge, l'I-12 croise quelques artères majeures de la ville.
Un peu plus loin, l'I-12 entre dans les limites de la ville de Denham Springs. Elle longe la limite sud de la ville. Plus à l'est, elle entre dans la ville de Walker.
Après Walker, l'I-12 passe par de petites communautés de la paroisse. Peu après, elle entre dans la paroisse de Tangipahoa. C'est dans cette paroisse qu'elle croise l'I-55 vers Jackson, Mississippi et La Nouvelle-Orléans. Elle arrive ensuite dans la ville de Hammond.

### Hammond à Slidell
À l'est de Hammond, il y a deux sorties rurales qui mènent à de petites communautés de la paroisse.
Après ces deux sorties, l'I-12 entre dans la Paroisse de Saint-Tammany. L'I-12 longe le Lac Pontchartrain sur sa rive nord. Une sortie donne accès à Madisonville au sud. Immédiatement après avoir croisé la rivière Tchefuncte, une sortie donne accès à Pinnacle Parkway et à East Brewster Road.
Un peu plus loin, l'I-12 croise la US 190 entre Covington et Mandeville. La US 290 dessert Covington et la Chaussée du Lac Pontchartrain, qui mène à La Nouvelle-Orléans après avoir traversé le lac sur 24 miles (39 km).
Après cette intersection, l'I-12 arrive à Lacombe. Une sortie donne accès à l'aéroport de Slidell. L'I-12 entre dans les limites de Slidell après cette sortie. Un échangeur avec la US 11 donne accès au centre-ville. Moins de 2 miles plus loin (3,2 km), l'I-12 atteint son terminus est à la rencontre des Interstates I-10 et I-59.

## Liste des sorties
| Interstate 12                     |                |       |        |                                         |                                                              | |
| Paroisse                          | Municipalité   | mi    | km     | Sortie                                  | Intersections / Destinations                                 | Notes |
| Baton Rouge Est                   | Baton Rouge    | 0,00  | 0,00   | 1A                                      | I-10 – Baton Rouge, La Nouvelle-Orléans                      | Terminus ouest; sortie 1A pour I-10 est; sortie 159 de l'I-10                                                                              |
| Baton Rouge Est                   | Baton Rouge    | 1,22  | 1,97   | 1B                                      | LA 3064 (en) (Essen Lane)                                    | Pas de sortie en direction ouest |
| Baton Rouge Est                   | Baton Rouge    | 2,20  | 3,55   | 1C                                      | LA 1068 (en) vers LA 73 (en) (Jefferson Highway)             | Sortie direction ouest, entrée direction est                                                                                               |
| Baton Rouge Est                   | Baton Rouge    | 2,61  | 4,20   | 2                                       | US 61 (Airline Highway)                                      | Indiqué sortie 2A (nord) et 2B (sud) |
| Baton Rouge Est                   | Baton Rouge    | 3,81  | 6,13   | 4                                       | Sherwood Forest Boulevard                                    | |
| Baton Rouge Est                   | Baton Rouge    | 5,71  | 9,19   | 6                                       | Millerville Road                                             | |
| Baton Rouge Est                   | Baton Rouge    | 6,84  | 11,01  | 7                                       | O'Neal Lane                                                  | |
| Limite Baton Rouge Est–Livingston | Denham Springs | 8,41  | 13,54  | Pont au-dessus de la rivière Amite      | Pont au-dessus de la rivière Amite                           | Pont au-dessus de la rivière Amite |
| Livingston                        | Denham Springs | 10,04 | 16,16  | 10                                      | LA 3002 (en) – Denham Springs                                | |
| Livingston                        |                | 12,44 | 20,02  | 12                                      | LA 1026 (en) (Juban Road)                                    | |
| Livingston                        | Walker         | 15,71 | 25,28  | 15                                      | LA 447 (en) – Walker, Port Vincent                           | |
| Livingston                        |                | 19,60 | 31,55  | 19                                      | PR 45 (en) – Satsuma, Colyell                                | |
| Livingston                        | Livingston     | 22,60 | 36,37  | 22                                      | LA 63 (en) – Livingston, Frost                               | |
| Livingston                        |                | 28,67 | 46,14  | 29                                      | LA 441 (en) – Holden                                         | |
| Livingston                        |                | 32,50 | 52,31  | 32                                      | LA 43 (en) – Albany, Springfield                             | |
| Tangipahoa                        |                | 34,85 | 56,08  | 35                                      | LA 1249 (en) – Baptist, Pumpkin Center                       | |
| Tangipahoa                        | Hammond        | 38,02 | 61,18  | 38                                      | I-55 – La Nouvelle-Orléans, Jackson                          | Indiqué sortie 38A (sud) et 38B (nord); sortie 29 de l'I-55                                                                                |
| Tangipahoa                        | Hammond        | 40,02 | 64,40  | 40                                      | US 51 Bus. – Hammond, Ponchatoula                            | |
| Tangipahoa                        |                | 42,38 | 68,20  | 42                                      | LA 3158 (en) nord (Airport Road)                             | Terminus sud de LA 3158; vers Chappapeela Sports Park et Aéroport régional de Hammond                                                      |
| Tangipahoa                        |                | 47,42 | 76,31  | 47                                      | LA 445 (en) – Robert                                         | |
| Saint Tammany                     |                | 56,70 | 91,25  | 57                                      | LA 1077 (en) – Goodbee, Madisonville                         | Vers Fairview Riverside Statepark |
| Saint Tammany                     |                | 59,10 | 95,11  | 59                                      | LA 21 (en) – Covington, Madisonville                         | |
| Saint Tammany                     |                | 60,22 | 96,92  | 60                                      | Pinnacle Parkway, East Brewster Road                         | |
| Saint Tammany                     |                | 60,95 | 98,09  | Pont au-dessus de la rivière Tchefuncte | Pont au-dessus de la rivière Tchefuncte                      | Pont au-dessus de la rivière Tchefuncte |
| Saint Tammany                     |                | 62,58 | 100,71 | 63                                      | US 190 – Covington, Mandeville                               | Indiqué sortie 63A (est) et 63B (ouest); destinations additionnelles: La Nouvelle-Orléans via Chaussée du Lac Pontchartrain et Bogalusa    |
| Saint Tammany                     |                | 65,71 | 105,75 | 65                                      | LA 59 (en) – Abita Springs, Mandeville                       | |
| Saint Tammany                     |                | 68,20 | 109,75 | 68                                      | LA 1008 (en) vers LA 36 (en) – Mandeville                    | |
| Saint Tammany                     | Lacombe        | 74,00 | 119,08 | 74                                      | LA 434 (en) – Lacombe, Saint-Tammany                         | |
| Saint Tammany                     | Slidell        | 80,16 | 129,01 | 80                                      | Airport Drive, North Shore Boulevard                         | Vers l'aéroport de Slidell |
| Saint Tammany                     | Slidell        | 83,62 | 134,57 | 83                                      | US 11 – Slidell, Pearl River                                 | |
| Saint Tammany                     | Slidell        | 85,38 | 137,40 | 85                                      | I-10 – La Nouvelle-Orléans, Gulfport I-59 nord – Hattiesburg | Terminus est de l'I-12; terminus sud de l'I-59; indiqué sortie 85A (ouest), 85B (nord) et 85C (est); sortie 267B se l'I-10 et 1C de l'I-59 |
| - Accès incomplet                 |                |       |        |                                         |                                                              | |